# Asahi Breweries
Asahi Breweries, Ltd. je japonská pivovarnická firma se sídlem ve městě Sumida v blízkosti Tokia. Jedná se o největší japonskou firmu tohoto druhu.
Založena byla roku 1889 jako Osaka Beer Brewing Company, technologie pro výrobu piva získala v Německu. V roce 1892 byla přejmenována na Asahi, což znamená „vycházející slunce“ – inspirováno názvem Japonska.

## Vlastněné pivovary
Roku 2016 firma Asahi Breweries převzala od největší světové pivovarnické společnosti, belgické firmy Anheuser-Busch InBev, v rámci jejího sloučení s pivovary SABMiller český velkopivovar Plzeňský Prazdroj za 200 miliard korun. Dále převzali Japonci polské pivovary Tyskie a Lech, slovenský Topvar (Šariš, Smädný Mních) a rumunský Ursus. Vlastní rovněž pivovary Dreher v Maďarsku, Grolsch v Nizozemsku a Birra Peroni v Itálii.